# George Butler (5e marquis d'Ormonde)
Pour les articles homonymes, voir George Butler (homonymie) et Butler.
James George Anson Butler, 5e marquis d'Ormonde (18 avril 1890 - 21 juin 1949) est un noble britannique.

## Biographie
Il est le fils de Arthur Butler (4e marquis d'Ormonde) et de l'héritière américaine Ellen Stager, fille du général de l'Union Anson Stager (en).
À la mort de son oncle, James Butler (3e marquis d'Ormonde), Lord Ossory (comme on l'appelle après la mort de son oncle) hérite du siège familial du château de Kilkenny et de plusieurs autres domaines appartenant traditionnellement au marquis d'Ormonde. Cela est fait dans le but d'éviter d'alourdir le domaine avec des droits de succession pour les 3e et 4e marquis. Son père, le 4e marquis, est soutenu par la richesse indépendante de sa femme américaine, Ellen Stager.
Dernier membre de la famille à y vivre, il quitte le Château de Kilkenny en 1935 et réside à Londres. Le contenu du château est vendu en 1935 et le château laissé à l'abandon.
George Butler, 5e marquis d'Ormonde est décédé le 21 juin 1949. Son domaine est évalué à 26 884 £.

## Mariage et descendance
Il épouse Sybil Inna Mildred Fellowes, fille de William Henry Fellowes, 2e baron de Ramsey et de Rosamond Fellowes, baronne de Ramsey, le 23 février 1915. Ils ont deux enfants.
- James Anthony Butler, vicomte Thurles (1916-1940), est mort célibataire en servant pendant la Seconde Guerre mondiale en tant que conducteur, Royal Army Service Corps[3]
- Moyra Rosamond Butler (1920–1959) épouse (1) Charles Weld-Forester et (2) Guy van den Steen de Jehay.
  - Piers Weld-Forestier (né en 1946)
  - Gerard van den Steen (né en 1949) (m. Patricia Delloye)

La mère de Lady Ormonde, Lady Rosamond Spencer-Churchill est la fille de John Spencer-Churchill (7e duc de Marlborough), la tante de Charles Spencer-Churchill (9e duc de Marlborough) (qui est marié à la plus célèbre des « princesses du dollar » américaines, Consuelo Vanderbilt) et la sœur de Randolph Churchill, père du Premier ministre britannique Winston Churchill. Lady Ormonde est donc la cousine germaine de Winston Churchill.
Butler combat et est blessé pendant la Première Guerre mondiale. Son fils unique est décédé avant lui pendant la Seconde guerre, il est donc remplacé par son frère Arthur Butler (6e marquis d'Ormonde).